# Marcantonio Lombardi
Marcantonio Lombardi (Verona, 3 maggio 1710 – Crema, 16 gennaio 1782) è stato un vescovo cattolico italiano.

## Biografia
Marcantonio Lombardi nacque a Verona da una famiglia dell'aristocrazia locale, avente titolo baronale.
Intrapresa la carriera ecclesiastica, venne nominato abate commendatario del monastero di San Benedetto di Leno e successivamente, il 15 marzo 1751, venne nominato vescovo di Crema. Durante il suo episcopato mantenne uno stretto rapporto d'amicizia ed un discreto carteggio con Francesco Antonio Zaccaria.
Morì nel palazzo vescovile di Crema il 16 gennaio 1782, venendo sepolto nella chiesa di Sant'Antonio Abate della città.

## Genealogia episcopale
La genealogia episcopale è:
- Cardinale Scipione Rebiba
- Cardinale Giulio Antonio Santori
- Cardinale Girolamo Bernerio, O.P.
- Arcivescovo Galeazzo Sanvitale
- Cardinale Ludovico Ludovisi
- Cardinale Luigi Caetani
- Cardinale Ulderico Carpegna
- Cardinale Paluzzo Paluzzi Altieri degli Albertoni
- Papa Benedetto XIII
- Papa Benedetto XIV
- Papa Clemente XIII
- Vescovo Marcantonio Lombardi